# Mirafra collaris
La alondra acollarada (Mirafra collaris) es una especie de ave paseriforme de la familia Alaudidae propia de África oriental.
Puede encontrarse en los siguientes países: Etiopía, Kenia y Somalia.
Sus hábitats naturales son: campos de gramíneas tropicales secos de baja altitud.